# Дзінґісукан

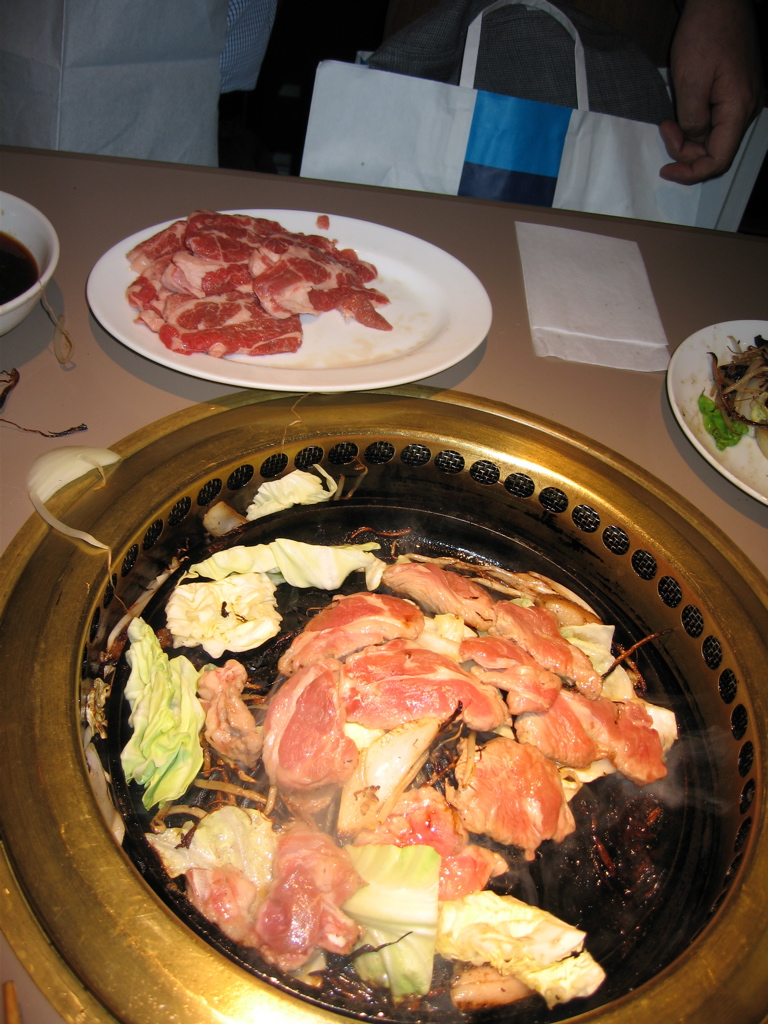
Цзінгісукан

Дзінґісукан (яп. ジンギスカン, Чингісхан) японська страва з баранини, приготована на опуклій металевій сковороді або іншому мангалі. Страва особливо популярна на північному острові Хоккайдо та в Китаї.

## Назва
Страва названа на честь відомого монгольського лідера Чингісхана.

## Історія
У 1918 році, згідно з планом японського уряду збільшити поголів'я до одного мільйона овец, в Японії було створено п'ять овечих ферм. Проте всі вони були зруйновані, за винятком Хоккайдо (Такаківа та Цукісаму). Жителі Хоккайдо почали більше вживати м'ясо овець.
Існує суперечка, звідки походить страва; серед кандидатів — Токіо, Дзаон Онсен та Тоно Першим спеціалізованим рестораном Дзінґісукан був Jingisu-sō (яп. 成吉思荘, "Genghis House"), який відкрився в Саппоро у 1936 році.

## Галерея

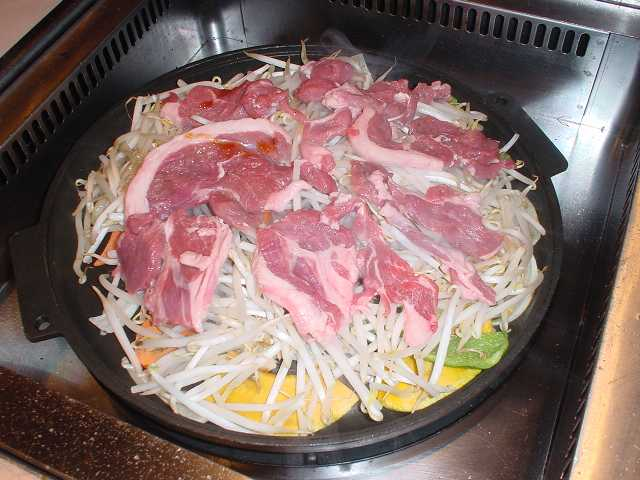
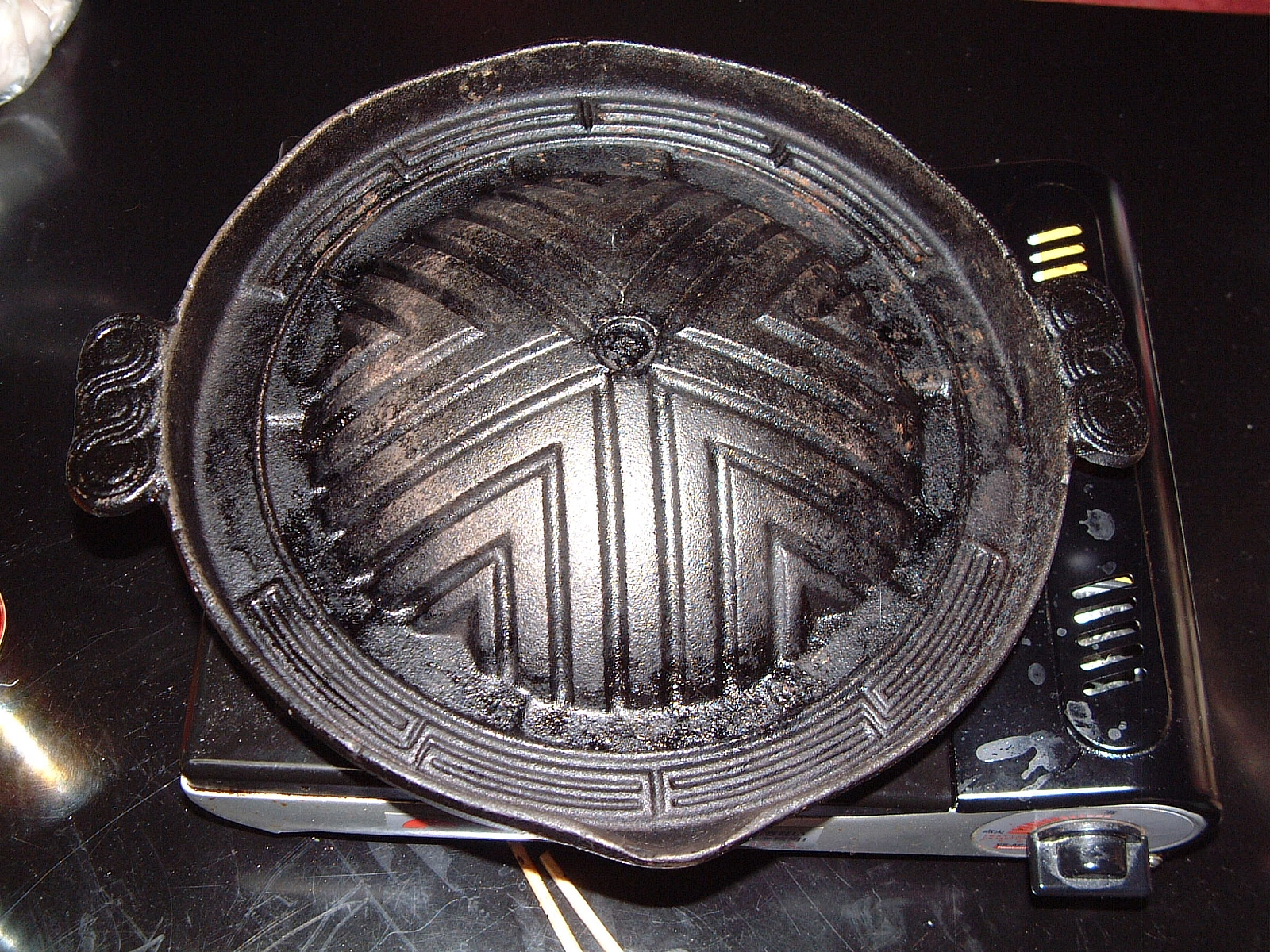
Пательня